# سمپویروی
سُمپویَروی (به فنلاندی: Sompujärvi) یک منطقهٔ مسکونی در فنلاند است که در کمینما واقع شده‌است.